# Maritime
Maritime er en af  Togos fem regioner og den eneste der ligger ud til havet. Det er også den mindste region i størrelse, men den største i antal indbyggere, da hovedstaden Lomé ligger i Maritime. Mod nord grænser den til regionen Plateaux, mod syd til  Atlanterhavet, mod vest til Ghana og mod øst danner floden Mono grænse til Benin. Den er inddelt i præfekturene Golfe, Lacs, Lomé, Vo, Yoto og Zio.
6°30′N 1°18′Ø / 6.500°N 1.300°Ø